# Karpathen Öl AG

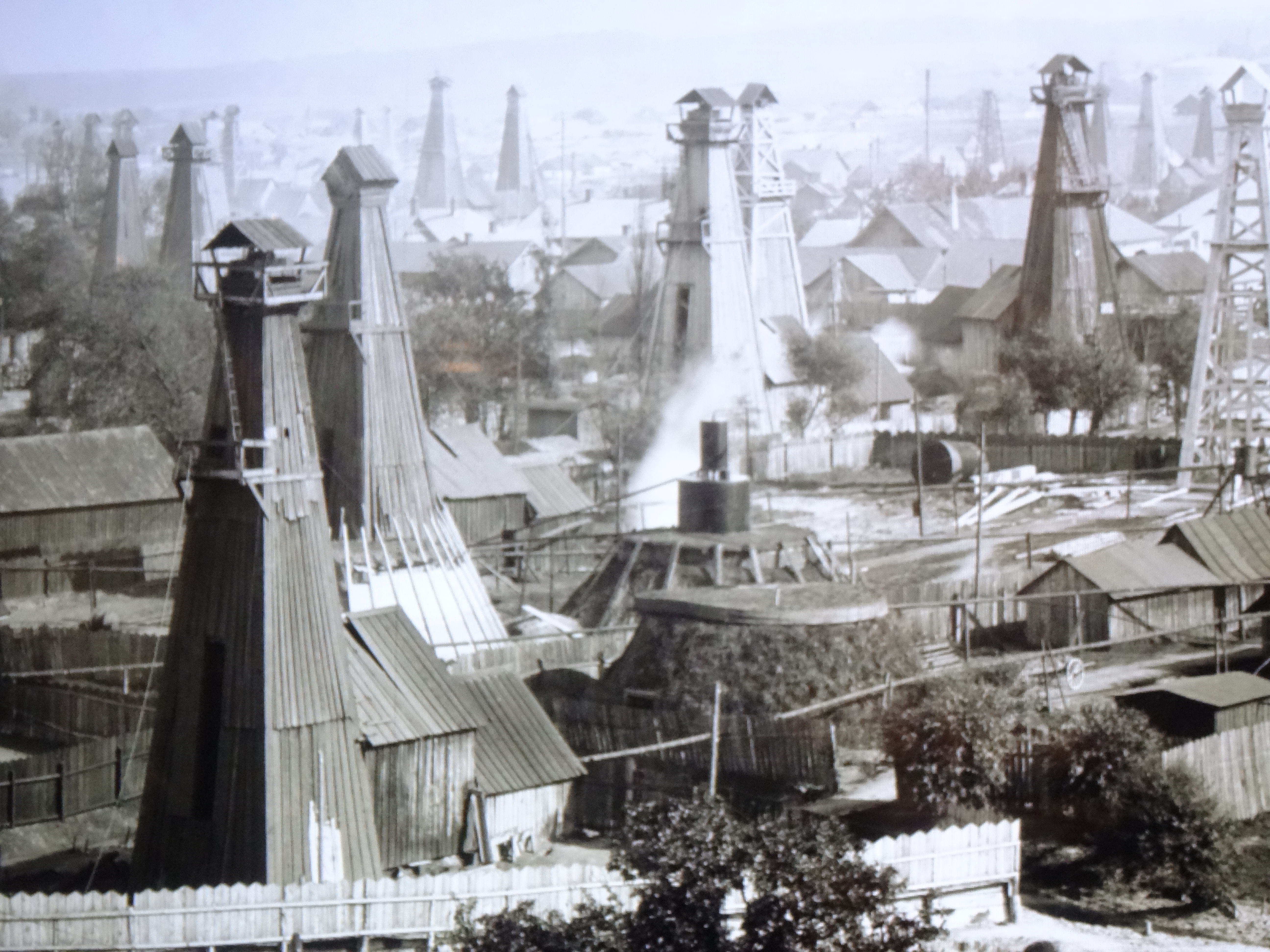
Ölförderfeld, Ukraine

Die Karpathen Öl AG war ein deutsches Erdölunternehmen in der Zeit des Zweiten Weltkrieges in Galizien, das zum deutsch besetzten Generalgouvernement gehörte.
Die Aktiengesellschaft wurde am 28. August 1942 mit Hauptsitz in Lemberg mit einem Aktienkapital von 15 Millionen Reichsmark gegründet. Sie ging aus der am 20. Oktober 1939 gegründeten Beskiden-Erdöl-Gewinnungsgesellschaft und der Beskiden-Erdöl-Verarbeitungsgesellschaft mbH in Berlin hervor. Anteilseigner waren die DEA (10 %), die Deutsche Gasolin AG (5 %), die Gewerkschaft Elwerath (10 %), die Kohle-Öl-Union von Busse KG (5 %), die Continentale Oel AG (50 %), die Preußische Bergwerks- und Hütten-AG (10 %) sowie die Wintershall AG (10 %). Vorstandsvorsitzender war Direktor Karl Große von der DEA.
Die Rohölförderung variierte während der deutschen Besatzungszeit in Galizien in der Zeit von 1939 bis 1944 zwischen 274.174 t (1944) und 475.320 t (1940).
Ab September 1942 wurde von der SS damit begonnen, in der Erdölindustrie eingesetzte jüdische Zwangsarbeiter aus den Betrieben zu entfernen. Nur durch deren Einstufung als „kriegswichtig“ konnte deren Deportation entgegengewirkt werden. Die jüdischen Arbeiter erhielten dann ein Abzeichen mit dem Buchstaben „R“ („Rüstungs-Jude“). Zu den deutschen Betriebsangehörigen, die sich aktiv und erfolgreich für die Rettung von Juden einsetzten, gehörte der Leiter der Betriebsinspektion Boryslaw und spätere Generalbevollmächtigte Alfried Krupp von Bohlen und Halbachs, Berthold Beitz. Ende 1943 waren bei dem Unternehmen fast 33.000 Mitarbeiter beschäftigt, davon über die Hälfte Polen, mehr als 40 Prozent Ukrainer, etwa acht Prozent Juden und unter zwei Prozent Deutsche. Von den jüdischen Mitarbeitern abgesehen, ist der Anteil an Zwangsarbeitern nur schwer abzuschätzen.
Durch persönliche Hilfe rettete die vom Reichsarbeitsdienst für die Karpathen-Öl Verpflichtete Gertrud Steinl der jüdischen Zwangsarbeiterin Stella Shlomi das Leben. Sie schützte sie zunächst durch falsche Papiere und Aussagen vor der Verfolgung und versteckte sie dann im elterlichen Haus. Gertrud Steinl wurde dafür als Gerechte unter den Völkern ausgezeichnet.
Ab August 1944 trat die Karpathen Öl AG den geordneten Rückzug aus Galizien an, nachdem die Hauptverwaltung in Lemberg bereits Ende März geräumt worden war. Über 1664 Eisenbahnwaggons mit Ausrüstung und Betriebsmaterial und 272 Waggons mit Mineralölprodukten wurden in Richtung Westen, vor allem nach Oderberg, Herzog-Julius-Hütte und Garßen (heute zu Celle gehörig) transportiert. Der Hauptsitz der Gesellschaft gelangte nach Celle.